# Hellmanska gården

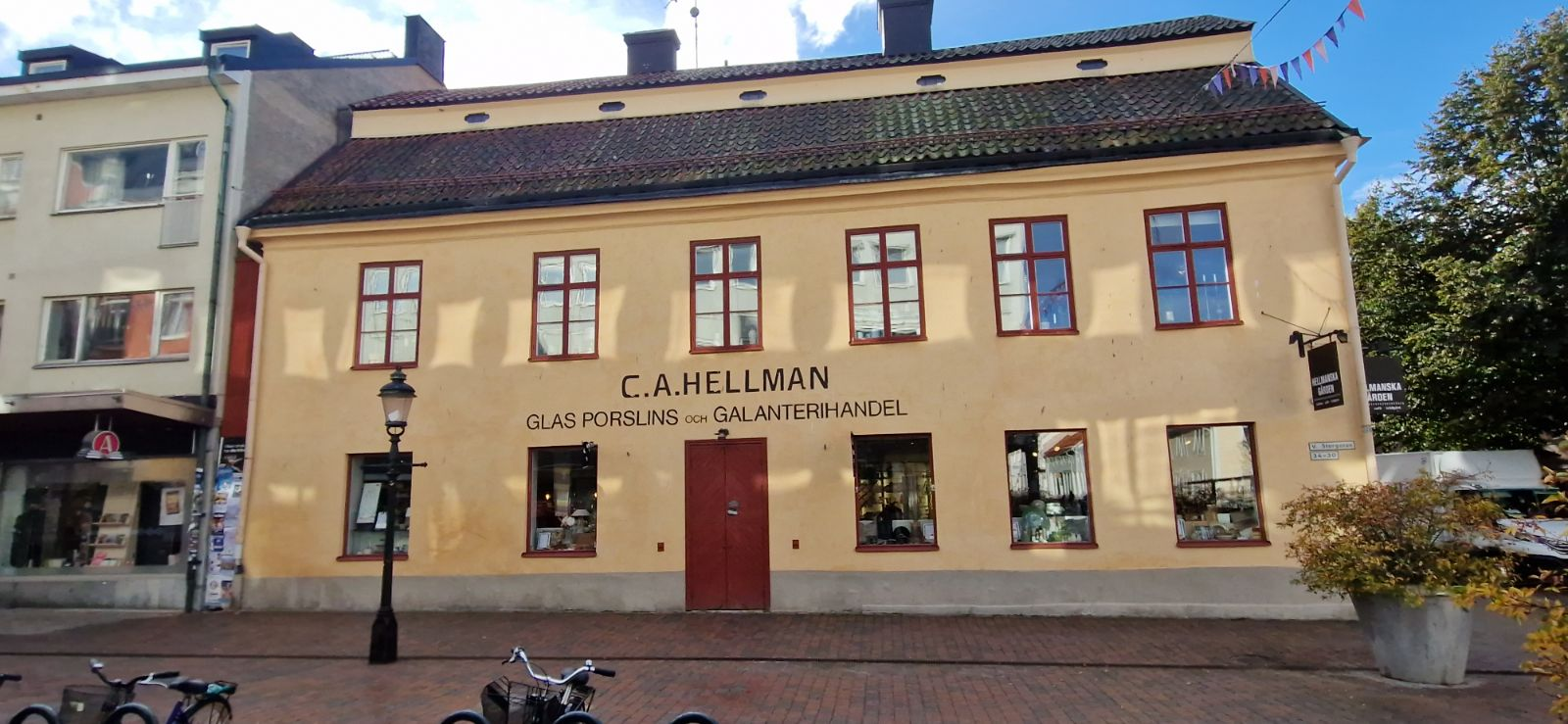
Hellmanska gården 2024

Hellmanska gården är en historisk byggnad i Nyköping som först byggdes som ett bostadshus och idag drivs som café och handelsgård.

## Historia
1852 köpte Carl Gustaf Hellström Sundlerska gården och började där sälja glas och porslin. Där lades grunden till det sortiment som finns idag 150 år senare. 
1890 fick byggnaden namnet C A Hellmans, glas-, porslins- och galanterihandel. Förutom glas och porslin av olika slag kunde man även handla livsmedel.

### Ida Johnson
Ida Johnson var den första kvinnan i Nyköpings minuthandelsförening. Ida flyttade från Katrineholm till Nyköping när hon var runt 20 år gammal där hon fick en anställning hos Hellmans där var hon anställd i 26 år.  Ida bedrev butiken tills hon var 86 år gammal. 

## Nutid
1987 köpte Håkan Larsson den Hellmanska gården av Nyköpings kommun. Han fick då börja med en omfattande renovering då Hellmanska gården var i ett sånt nedgånget skick. Renoveringen pågick under 1987-1991 där målsättningen var att återställa byggnaden så likt den ursprungliga som möjligt.
Idag drivs gården av Håkans dotter, Cecilia Ekberg, som tog över verksamheten 2001.